# 29 Dywizja Piechoty (III Rzesza)
29 Dywizja Piechoty (zmotoryzowana)(niem. 29. Infanterie-Division) – niemiecka zmotoryzowana dywizja piechoty z okresu II wojny światowej, uczestniczyła w agresji na Polskę i Francję oraz ataku na Związek radziecki. Zniszczona w Stalingradzie.

## Formowanie i walki
Dywizja została sformowana zgodnie z rozkazem z 1 października 1936 w Erfurcie. W 1937 została zmotoryzowana.
W 1939 wzięła udział w kampanii wrześniowej w składzie XIV Korpusu 10 Armii, atakowała na Górnym Śląsku. 8 września żołnierze 15 Pułku Piechoty wchodzącego w skład dywizji dokonali mordu w rejonie Ciepielowa na 300 polskich jeńcach z 74 Górnośląskiego Pułku Piechoty. Po zakończeniu działań bojowych w Polsce dywizja została przerzucona na Zachód, gdzie weszła pod odwód Naczelnego Dowództwa.
W maju 1940 weszła w skład 16 Armii będąc początkowo w odwodzie, a od czerwca w składzie XXXIX Korpusu Armijnego brała udział w kampanii francuskiej. Po zakończeniu działań we Francji pozostała na terenie zachodniej Francji do stycznia 1941.
W maju 1941 została włączona w skład 2 Grupy Pancernej Grupy Armii „Środek” i wzięła udział w operacji „Barbarossa“ walcząc na środkowym odcinku frontu. W tym czasie walczyła w rejonie Mińska, Smoleńska, Kijowa, Briańska, Tuły i Orła.
W czerwcu 1942 weszła w skład 6 Armii Grupy Armii Południe i walczyła nad Donem. W sierpniu 1942 weszła w skład 4 Armii Pancernej, w składzie której wzięła udział w bitwie stalingradzkiej. Otoczona wraz z jednostkami 6 Armii w Stalingradzie, walczyła w okrążeniu do zniszczenia w styczniu 1943, niedobitki skapitulowały.
W marcu 1943 dywizja została odtworzona na terenie okupowanej Francji z przemianowania 345 Dywizji Piechoty, lecz już w czerwcu 1943 zmieniono jej nazwę na 29 Dywizję Grenadierów Pancernych.

## Dowódcy dywizji
- gen. por. Gustav Anton von Wietersheim (1937 – 1938)
- gen. wojsk panc. Joachim Lemelsen (1938 – 1940)
- gen. wojsk panc. Willibald Freiherr von Langermann und Erlencamp (1940)
- gen. por. Walter von Boltenstern (1940 – 1941)
- gen. por. Max Fremerey (1941 – 1942)
- gen. mjr Hans-Georg Leyser (1942 – 1943)
- gen. wojsk panc. Walter Fries (1943)

## Struktura organizacyjna
Skład w 1939
- 15 pułk piechoty (zmotoryzowany) (Infanterie-Regiment (mot) 15)
- 71 pułk piechoty (zmotoryzowany) (Infanterie-Regiment (mot) 71)
- 86 pułk piechoty (zmotoryzowany) (Infanterie-Regiment (mot) 86)
- 29 pułk artylerii (zmotoryzowany) (Artillerie-Regiment (mot) 29)
- 29 batalion pionierów (Pionier-Bataillon 29)
- 29 dywizjon przeciwpancerny (Panzerabwehr-Abteilung 29)
- 29 batalion rozpoznawczy (Aufklärungs-Abteilung 29)
- 29 dywizyjny batalion łączności (Infanterie-Divisions-Nachrichten-Abteilung 29)
- 29 polowy batalion zapasowy (Feldersatz-Bataillon 29)

Skład w 1940
- 15 pułk piechoty (zmotoryzowany) (Infanterie-Regiment (mot) 15)
- 71 pułk piechoty (zmotoryzowany) (Infanterie-Regiment (mot) 71)
- 29 batalion motocyklowy (Kradschützen-Bataillon 29)
- 29 pułk artylerii (zmotoryzowany) (Artillerie-Regiment (mot) 29)
- 29 batalion pionierów (Pionier-Bataillon 29)
- 29 dywizjon przeciwpancerny (Panzerabwehr-Abteilung 29)
- 29 batalion rozpoznawczy (Aufklärungs-Abteilung 29)
- 29 dywizyjny batalion łączności (Infanterie-Divisions-Nachrichten-Abteilung 29)
- 29 polowy batalion zapasowy (Feldersatz-Bataillon 29)

Skład w 1942
- 15 pułk piechoty (zmotoryzowany) (Infanterie-Regiment (mot) 15)
- 71 pułk piechoty (zmotoryzowany) (Infanterie-Regiment (mot) 71)
- 29 batalion motocyklowy (Kradschützen-Bataillon 29)
- 29 pułk artylerii (zmotoryzowany) (Artillerie-Regiment (mot) 29)
- 29 batalion pionierów (Pionier-Bataillon 29)
- 29 dywizjon przeciwpancerny (Panzerabwehr-Abteilung 29)
- 29 batalion rozpoznawczy (Aufklärungs-Abteilung 29)
- 129 batalion pancerny (Panzer-Abteilung 129)
- 29 dywizyjny batalion łączności (Infanterie-Divisions-Nachrichten-Abteilung 29)
- 29 polowy batalion zapasowy (Feldersatz-Bataillon 29)